# Gonocarpus
Gonocarpus es un género de plantas de la familia  Haloragaceae. Comprende 52 especies descritas y de estas, solo 42 aceptadas.

## Hábitat
Las especies que son nativas de Australia, Nueva Zelanda y Malasia, incluyen:

## Taxonomía
El género fue descrito por  Robert Brown y publicado en Nova Genera Plantarum 3: 55. 1783. La especie tipo es: Gonocarpus micranthus  Thunb. 

## Especies aceptadas
A continuación se brinda un listado de las especies del género Gonocarpus aceptadas hasta mayo de 2014, ordenadas alfabéticamente. Para cada una se indica el nombre binomial seguido del autor, abreviado según las convenciones y usos.
- Gonocarpus acanthocarpus (Brongn.) Orchard
- Gonocarpus aggregatus  (Buchanan) Orchard
- Gonocarpus benthamii  Orchard
- Gonocarpus chinensis (Lour.) Orchard
- Gonocarpus confertifolius  (F.Muell.) Orchard
- Gonocarpus cordiger  (Fenzl) Nees
- Gonocarpus diffusus  (Diels) Orchard
- Gonocarpus effusus  Orchard
- Gonocarpus elatus  (A.Cunn. ex Fenzl) Orchard
- Gonocarpus ephemerus  Orchard
- Gonocarpus eremophilus  Orchard
- Gonocarpus ericifolius  Orchard
- Gonocarpus hexandrus  (F.Muell.) Orchard
- Gonocarpus hirtus  Orchard
- Gonocarpus hispidus  Orchard
- Gonocarpus humilis  Orchard
- Gonocarpus implexus  Orchard
- Gonocarpus incanus  (A.Cunn.) Orchard
- Gonocarpus intricatus  (Benth.) Orchard
- Gonocarpus leptothecus  (F.Muell.) Orchard
- Gonocarpus longifolius  (Schindl.) Orchard
- Gonocarpus mezianus  (Schindl.) Orchard
- Gonocarpus micranthus  Thunb.
- Gonocarpus montanus  (Hook.f.) Orchard
- Gonocarpus nodulosus  Nees
- Gonocarpus oreophilus  Orchard
- Gonocarpus paniculatus  (Benth.) Orchard
- Gonocarpus pithyoides  Nees
- Gonocarpus pusillus  (Benth.) Orchard
- Gonocarpus pycnostachyus  (F.Muell.) Orchard
- Gonocarpus rotundifolius  Drake
- Gonocarpus rudis  (Benth.) Orchard
- Gonocarpus salsoloides  Reichb. ex Spreng.
- Gonocarpus scordioides  (Benth.) Orchard
- Gonocarpus serpyllifolius  Hook.f.
- Gonocarpus simplex  (Britten) Orchard
- Gonocarpus tetragynus  Labill.
- Gonocarpus teucrioides DC.
- Gonocarpus trichostachyus  (Benth.) Orchard
- Gonocarpus urceolatus  Orchard
- Gonocarpus vernicosus  Hook.f.

- Lista de especies